# Nguyễn Ngọc Nhựt
Nguyễn Ngọc Nhựt (1918 – 1952)
Ông sinh ngày 15 tháng 9 năm 1918 tại làng An Hội (nay là phường 5, Thị xã Bến Tre) trong một gia đình thuộc tầng lớp trên. Cha là Nguyễn Ngọc Tương, một điền chủ, Đốc phủ sứ, đồng thời là Giáo tông Cao Đài Ban Chỉnh đạo; anh trai là Nguyễn Ngọc Bích từng học ở Pháp và tham gia Việt Minh. 
Ông mất ngày 16 tháng 5 năm 1952, tại nhà thương điên Biên Hòa, lúc vừa tròn 34 tuổi.
Ông được Chính phủ Việt Nam Dân chủ Cộng hòa truy tặng liệt sĩ và tặng thưởng Huân chương Kháng chiến hạng nhất vì những công lao đóng góp trong sự nghiệp chống Pháp 1945 – 1954.

## Tiểu sử
Nguyễn Ngọc Nhựt du học ở Pháp, đậu bằng kỹ sư Tạo tác E.C.P, làm chuyên viên kỹ thuật cho các hãng kinh doanh của Pháp trong nhiều năm. Vợ là con một kỹ sư người Pháp, đã từng giúp đỡ ông trong những năm tháng khó khăn dưới ách chiếm đóng của phát xít Đức, trong chiến tranh thế giới thứ II. Công ty kênh đào Suez đã có lần ngỏ ý mời ông về làm tại công ty này, nhưng ông từ chối.
Năm 1946, khi Chủ tịch Hồ Chí Minh dẫn đầu phái đoàn Chính phủ Việt Nam sang thăm nước Pháp theo lời mời của Chính phủ Pháp, trong một cuộc gặp gỡ với trí thức Việt kiều, kỹ sư Nguyễn Ngọc Nhựt đã tự nguyện xin được về Tổ quốc sớm. Chính quyền Pháp đã tìm nhiều cách để ngăn trở dự định đó. Được sự giúp đỡ của người anh là Nguyễn Ngọc Bích, nguyên là Khu bộ phó khu 9, bị Pháp bắt đưa sang quản thúc tại Pháp, ông đã làm căn cước giả, rồi trà trộn trong số lính thợ Việt Nam ONS (Ouvrier non spécialisé), đáp tàu thủy về Sài Gòn.
Đầu năm 1947, sau khi gặp lại cha và các anh chị em trong gia đình, thăm một số bạn bè xưa cũ, Nguyễn Ngọc Nhựt bắt liên lạc với cơ sở cách mạng, ra vùng kháng chiến tại chiến khu Đồng Tháp Mười.
Năm 1948, Nguyễn Ngọc Nhựt được cử làm ủy viên Ủy ban Kháng chiến Hành chính Nam Bộ, phụ trách công tác thương binh và xã hội (Với tuổi 30, ông là thành viên trẻ nhất ở cương vị cao cấp nhất của chính quyền cách mạng ở đây).
Ngày 2 tháng 6 năm 1949, trong một trận càn của quân Pháp ở Đồng Tháp Mười, ông bị bắt tại Cái Bèo (thuộc tỉnh Sa Đéc cũ) nay là tỉnh Đồng Tháp. Ông khai là Nguyễn Văn Huyện, làm giáo viên bình dân học vụ, nhưng vì trong số những người bị bắt có kẻ đã khai báo sự thật về ông với quân Pháp.
Quân Pháp đã cho tay chân tự xưng là môn đệ của giáo chủ Nguyễn Ngọc Tương (tức cha của ông) mời ông ra tham gia chính phủ Nam Kỳ tự trị với chức vụ Bộ trưởng Công chánh và Quốc phòng. Nhưng cuộc mặc cả ấy không thành. Hết Bazin, trùm mật thám Nam Kỳ, đến tướng De Latour, tư lệnh quân viễn chinh Pháp ở Nam Kỳ, ra sức dụ dỗ, đe dọa, cố lôi kéo ông tham gia chính phủ bù nhìn Bảo Đại, nhưng ông đều kiên quyết cự tuyệt. Vợ ông từ bên Pháp bay sang, can thiệp và thuyết phục ông hãy làm giấy đầu thú bọn chúng, để gia đình bên vợ có lý do bảo lãnh về nhà, rồi sau đó muốn đi đâu cũng được, nhưng ông cũng không chịu nghe theo.
Mua chuộc ông không thành công, quân Pháp đã cho tay chân tra tấn hành hạ ông. Chúng tiêm thuốc gây rối loạn thần kinh để hòng moi được những điều bí mật ở ông.
Sau hai lần thay đổi nhà tù và những thủ đoạn o ép về tinh thần lẫn thể xác, đã làm ông kiệt sức, mất trí. Quân Pháp đưa ông vào nhà thương điên Biên Hòa và giam lỏng ở đây. Một năm sau, ông qua đời giữa những cơn đau dữ dội mà không được thuốc thang chữa trị. Đó là ngày 16 tháng 5 năm 1952, lúc vừa tròn 34 tuổi.

## Tưởng niệm
Chính phủ Việt Nam Dân chủ Cộng hòa khi được tin ông mất đã đánh điện chia buồn với Uỷ ban Kháng chiến Nam Bộ và gia quyến ông. Bức điện có đoạn: "Hồ Chủ tịch và Chính phủ truy tặng liệt sĩ kỹ sư Nguyễn Ngọc Nhựt Huân chương Kháng chiến hạng nhất".
Hiện nay, tại thành phố Bến Tre (tỉnh Bến Tre) và tại thành phố Hồ Chí Minh có một con đường mang tên Nguyễn Ngọc Nhựt để ghi nhớ những đóng góp của ông cho sự nghiệp đấu tranh giải phóng dân tộc.